# Nikki Anderson
Nikki Anderson, född 11 mars 1977 i Ungern, är en ungersk fotomodell och skådespelare i pornografisk film. Hon har medverkat i över 120 filmer från debuten 1996 tills att hon lämnade branschen 2004.